# Гербы районов Республики Саха
Гербы муниципальных районов (улусов) Республики Саха (Якутия)
| Герб | Наименование                    | Дата утверждения      | Номер в ГГР |
| ---- | ------------------------------- | --------------------- | ----------- |
|      | Герб Абыйского улуса            | 27 октября 2004 года  | 1717        |
|      | Герб Алданского района          | 10 февраля 2005 года  | 1832        |
|      | Герб Аллаиховского улуса        | 2 февраля 2005 года   | 1836        |
|      | Герб Амгинского улуса           | 12 ноября 2004 года   | 1696        |
|      | Герб Анабарского улуса          | 23 ноября 2004 года   | 1697        |
|      | Герб Булунского улуса           | 6 октября 2005 года   | № 2054      |
|      | Герб Верхневилюйского улуса     | 2 марта 2005 года     | 1831        |
|      | Герб Верхнеколымского улуса     | 26 мая 2004 года      |             |
|      | Герб Верхоянского района        | 24 ноября 2004 года   | 1718        |
|      | Герб Вилюйского улуса           | 16 февраля 2005 года  | 1834        |
|      | Герб Горного улуса              | 29 ноября 2005 года   | 2076        |
|      | Герб Жиганского улуса           | 14 сентября 2005 года | 2021        |
|      | Герб Кобяйского улуса           | 30 августа 2005 года  | 2019        |
|      | Герб Ленского района            | 31 декабря 2004 года  | 2018        |
|      | Герб Мегино-Кангаласского улуса | 25 ноября 2004 года   | 1719        |
|      | Герб Мирнинского района         | 24 декабря 2008 года  | 4606        |
|      | Герб Момского района            | 30 июня 2005 года     | 2017        |
|      | Герб Намского улуса             | 25 ноября 2004 года   | 1698        |
|      | Герб Нерюнгринского района      | 10 ноября 2004 года   | 1699        |
|      | Герб Нижнеколымского улуса      | 11 марта 2005 года    | 2011        |
|      | Герб Нюрбинского района         | 18 ноября 2004 года   | 1715        |
|      | Герб Оймяконского улуса         | 7 октября 2005 года   | 2318        |
|      | Герб Оленёкского района         | 26 мая 2005 года      | 2014        |
|      | Герб Олёкминского района        | 24 августа 2005 года  | 2015        |
|      | Герб Среднеколымского улуса     | 13 сентября 2006 года | 3721        |
|      | Герб Сунтарского улуса          | 28 февраля 2005 года  | 2013        |
|      | Герб Таттинского улуса          | 29 октября 2004 года  | 1716        |
|      | Герб Томпонского района         | 5 апреля 2005 года    | 2012        |
|      | Герб Усть-Алданского улуса      | 19 ноября 2004 года   | 1720        |
|      | Герб Усть-Майского улуса        | 25 июня 2004 года     | 1834        |
|      | Герб Усть-Янского улуса         | 29 декабря 2004 года  | 1713        |
|      | Герб Хангаласского улуса        | 17 июня 2005 года     | 1828        |
|      | Герб Чурапчинского улуса        | 6 сентября 2005 года  | 2055        |
|      | Герб Эвено-Бытантайского улуса  | 21 января 2005 года   | 1837        |